# 대럴 페이스
대럴 오언 페이스(영어: Darrell Owen Pace, 1956년 10월 23일~)는 미국의 전직 양궁 선수이다. 올림픽에 3회 참가했으며 1976년 하계 올림픽 남자 개인전 금메달, 1984년 하계 올림픽 남자 개인전 금메달, 1988년 하계 올림픽 남자 단체전 은메달을 획득했다.